# Vacina BCG

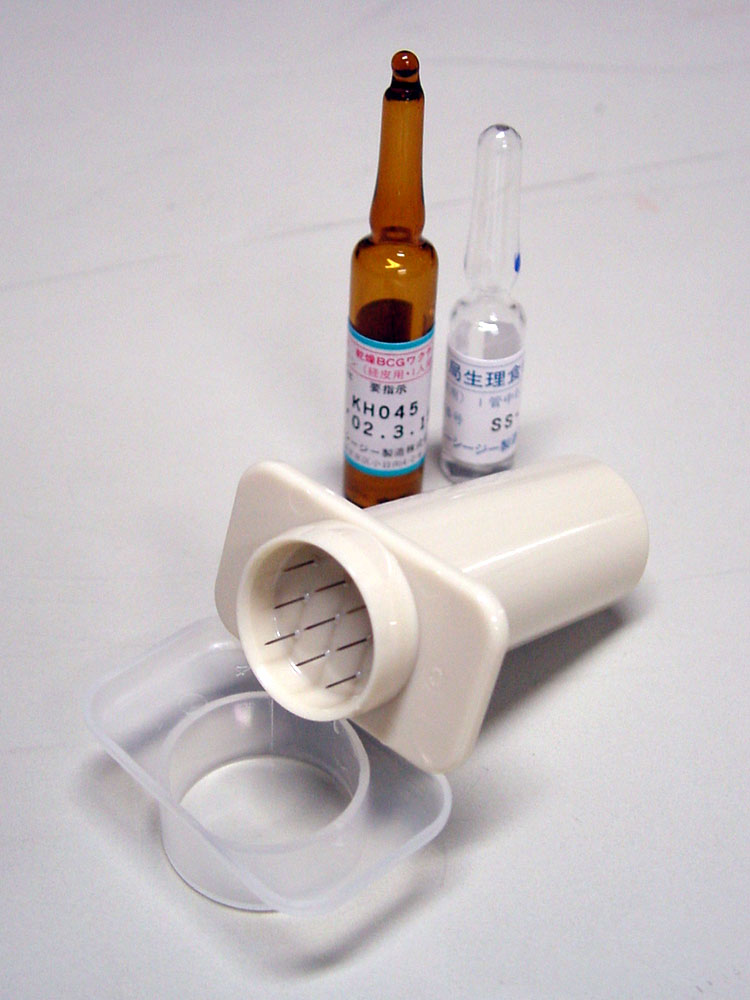
Amostra de BCG usada no Japão

A vacina do bacilo Calmette–Guérin (BCG) é uma vacina usada principalmente na prevenção da tuberculose. Em países onde a tuberculose ou a lepra são comuns, é recomendada a administração de uma dose em bebés saudáveis o mais cedo possível após o nascimento. Em países onde a tuberculose não é comum, só são geralmente vacinadas crianças de risco elevado e os casos suspeitos de tuberculose são individualmente testados e tratados. A vacina pode também ser administrada em adultos sem tuberculose e que não tenham sido anteriormente vacinados, mas que sejam frequentemente expostos à doença. A vacina BCG tem também alguma eficácia contra a úlcera de Buruli e outras infeções por micobactérias não tuberculosas. Em alguns casos pode também ser usada como parte do tratamento de cancro da bexiga.
O nível de proteção contra a infeção por tuberculose varia significativamente e pode durar até 20 anos. Em crianças, a vacina previne cerca de 20% dos casos de infeção. Entre as que são infetadas, a vacina protege cerca de metade de vir a desenvolver doença. A vacina é administrada por via de injeção intradérmica. As evidências não apoiam a eficácia da administração de doses adicionais.
Os efeitos secundários graves são raros. Em muitos casos observa-se rubor, inchaço e dor ligeira no local da injeção. Após a cicatrização pode-se formar uma pequena úlcera na pele. Os efeitos adversos são mais comuns e potencialmente mais graves em pessoas imunossuprimidas. A administração da vacina não é segura durante a gravidez. A vacina tem por base uma forma atenuada da Mycobacterium bovis, que é comum em bovinos. Embora atenuada, é uma vacina viva.
O bacilo começou a ser desenvolvido em 1906 por Albert León Charles Calmette e Jean Marie Camille Guérin, razão pela qual a fórmula recebeu a designação de BCG (bacilo de Calmette-Guérin). O bacilo foi sendo aperfeiçoado até se obter a atual constituição em 1919. O primeiro uso médico data de 18 de julho de1921. Faz parte da lista de medicamentos essenciais da Organização Mundial de Saúde, uma lista com os medicamentos mais eficazes e seguros fundamentais num sistema de saúde. Em 2014, tinham sido vacinadas contra a tuberculose cerca de 100 milhões de crianças em todo o mundo.